# Груздев, Александр Иванович
Алекса́ндр Ива́нович Гру́здев (4 декабря 1908, дер. Опалёво, Вологодская губерния — 5 декабря 1981, Ленинград) — советский (российский) литературовед и педагог. Автор книг о Д. Н. Мамине-Сибиряке и Н. А. Некрасове и статей по истории русской литературы 2-й половины 19-го века.

## Биография

### До Великой Отечественной войны и военные годы
Родился и вырос в крестьянской семье. Учился в земской, а затем в советской школе до 1919 года, до своих 17 лет работал в крестьянском хозяйстве отца.
В 1926 году поступил на рабфак в Вятке. Окончив учёбу на рабфаке, работал в 1930—1932 годах учителем сельской школы в деревне Щёткино и заведующим избой-читальней в селе Утманово Северного края.
В 1932 году поступил в Ленинградский педагогический институт (ЛГПИ) им. А. И. Герцена (ныне Российский государственный педагогический университет имени А. И. Герцена) и окончил его в 1937 году. В 1937—1938 годах работал на кафедре русской литературы в должности ассистента. В 1937—1941 учился в аспирантуре этого же института (научный руководитель — В. А. Десницкий). Защитил кандидатскую диссертацию 23 июня 1941 года на заседании Учёного совета ЛГПИ. Тема диссертации: «Д. Н. Мамин-Сибиряк и его роман „Приваловские миллионы“».
В июле 1941 года добровольно вступил в ряды Народного ополчения Ленинграда. Участвовал в боевых действиях в составе 80-й стрелковой дивизии.
За личную отвагу и боевые заслуги был награждён медалью «За отвагу» (1942), орденом Красной Звезды (1943), орденом Отечественной войны I степени (1944) и др.
Был тяжело ранен на фронте в феврале 1944 года, перенёс ампутацию ноги, ходил сначала на костылях, а потом на протезе. Окончил войну в звании майора. В 1945 году вернулся к преподавательской и научной работе.

### Научно-педагогическая работа после войны
Работал на кафедре русской литературы ЛГПИ, прошёл путь от ассистента до профессора. Заведовал этой кафедрой с 1949 по 1964 год, читал лекционные курсы по истории русской литературы XIX века, до конца своих дней вёл спецкурсы, руководил аспирантами.
В 1971 году защитил докторскую диссертацию. Тема диссертации: «Поэмы Н. А. Некрасова 1860—1870-х гг. (Природа жанра)».
А. И. Груздев воспитал многих преподавателей и исследователей русской литературы, с некоторыми из них десятилетиями поддерживал дружеские и творческие контакты — лично и по переписке. Среди учеников А. И. Груздева — профессора Е. И. Анненкова и Ю. В. Лебедев.

## Вклад в исследование поэмы Н. А. Некрасова «Кому на Руси жить хорошо»
Н. А. Некрасов не успел завершить поэму, не указал порядок расположения её частей, текст поэмы содержал множество авторских правок, и при публикации поэмы не всегда было очевидно, какие стихи следовало включать в окончательный текст, а какие нет. Подробный обзор истории публикаций поэмы, связанных с этим вопросов и различных попыток их решения дан А. И. Груздевым в ряде научных статей, результаты его исследований суммированы в комментариях к 5-му тому академического издания Полного собрания сочинений и писем Н. А. Некрасова в 15 томах, вышедшему в свет в 1982 году. Как указано в этих комментариях, к моменту публикации поэмы в данном издании дискуссия о проблеме расположения её глав затянулась в некрасоведении на шесть десятков лет. В послереволюционный период участниками этой дискуссии были, в разное время, К. И. Чуковский, П. Н. Сакулин, В. В. Гиппиус, Е. В. Бетаневская, Н. Г. Дмитриев, И. Ю. Твердохлебов, И. В. Шамориков, М. В. Теплинский, Л. А. Евстигнеева, Б. Я. Бухштаб. Редколлегия Полного собрания сочинений и писем Н. А. Некрасова сочла текстологические аргументы А. И. Груздева убедительными, и поэма «Кому на Руси жить хорошо» была опубликована в 5-м томе этого издания в его редакции.
В частности, А. И. Груздев привел доводы против включения в основной текст поэмы строк о Григории Добросклонове, вычеркнутых Н. А. Некрасовым в рукописи:

Ему судьба готовила

Путь славный, имя громкое

Народного заступника,

Чахотку и Сибирь.
В статье А. И. Груздева «О спорном четверостишии в поэме Н. А. Некрасова „Кому на Руси жить хорошо“» сделан вывод: «…отрывок не согласуется с основной идеей поэмы. Некрасов устранил из „Пира“ [название одной из частей поэмы „Пир на весь мир“] не только стихи о чахотке и Сибири, но и мысль о возможности безвременной кончины Гриши [Добросклонова] и главное — об отсутствии счастливого на Руси. В результате с и с т е м ы [авторских] правок изменилась центральная идея произведения. Историки литературы не имеют права не замечать столь значительной авторской правки текста».

## Награды
- Медаль «За отвагу» (9.5.1942)[12]
- Медаль «За оборону Ленинграда» (1942)[13][14]
- Орден Красной Звезды (26.02.1943)[15]
- Орден Отечественной войны I степени (9.02.1944)[14]
- Медаль «За победу над Германией в Великой Отечественной войне 1941—1945 гг.»[16]
- Знак «Защитнику Ораниенбаумского плацдарма 1941—1944 гг.»[17]
- Знак «Народное ополчение Ленинграда»[18]
- Знак «Ветеран Волховского фронта — участник битвы за Ленинград 1941—1944 гг.»[19]
- Почётный знак «За отличные успехи в области высшего образования СССР» (1981)

## В воспоминаниях
Среди жаркого июльского дня противник внезапно открыл шквальный огонь по нашему переднему краю. Его вели несколько артиллерийских дивизионов. Район обстрела ограничен участком одного нашего батальона. […]
Мне, в то время начальнику разведки артполка, приказано выяснить обстановку на месте.
К командному пункту батальона я примчался одновременно с другим всадником. Высокого роста, стройный, подтянутый, он привлек мое внимание четкостью и вдумчивостью распоряжений. Оказалось, это был помощник начальника оперативного отделения А. И. Груздев.
Начавшийся бой ещё только набирал силу. Противник сумел захватить танк, оставшийся в «ничейной» зоне. Бой длился день и ночь. Ранним утром, перед восходом солнца, танк был нами отбит. Руководил взаимодействием частей в этом бою А. Груздев. […]
* * *
Перешагивая через лежащих на дне окопа, протискиваясь между приткнувшимися к его стенкам, несколько человек с трудом пробираются вдоль окопа.
— Командир батальона! Артиллеристы? — Это начальник оперативного отдела штаба дивизии капитан Груздев последний раз проверяет готовность частей и подразделений к началу боя. […]
* * *
Блокада Ленинграда прорвана! Теперь надо расширять коридор! Теперь на нашем пути Синявино.
Все постройки поселка разобраны противником. На месте подвалов оборудованы дзоты. Перед нами минные поля и колючая проволока. Плотный и отлично организованный огонь всех видов оружия венчает оборону противника. Вот что такое Синявино в феврале 1943 года. Мы наступаем на Синявинские высоты по ровным, как скатерть, Синявинским торфяным болотам.
Груздев непрерывно в подразделениях, контролирует выполнение приказа, обеспечивает взаимодействие частей, стыки между соединениями (дивизия вышла на правый фланг Волховского фронта). Обеспечение стыка двух фронтов Волховского и Ленинградского! Как это ответственно! В частях и штабе дивизии говорили о Груздеве как о человеке редкой выдержки, собранности, личной смелости.
* * *
Через год 80 сд [стрелковая дивизия] в составе войск Волховского фронта перешла в наступление. А через несколько дней Ленинград и вся страна праздновали великую победу — снятие блокады Ленинграда. В это время А. И. Груздев, тяжело раненный, лежал в госпитале.
Он уже не смог вернуться в строй. Ему не удалось дойти до логова фашистского зверя, но он сделал все, чтобы дошли другие.

В нашей дивизии было много отличных и даже замечательных людей, но второго столь обаятельного и вместе с тем столь же принципиального и прямого человека лично я не знал.— Из воспоминаний Николая Константиновича Шувалова, участника Ленинградского Народного ополчения, бывшего начальника штаба 88 артиллерийского полка

## Семья
Жена — София Ивановна Груздева (1914, Санкт-Петербург — 1971, Ленинград), кандидат филологических наук (1949), доцент кафедры русского языка филологического факультета Ленинградского государственного университета (ныне — Санкт-Петербургский государственный университет), специалист в области исторического и теоретического синтаксиса русского, литовского и старославянского языков.
Совместные работы А. И. Груздева и С. И. Груздевой: примечания к 3 тому Собрания сочинений Д. Н. Мамина-Сибиряка, статья «О названии романа Мамина-Сибиряка „Горное гнездо“».
Дочери:
- Наталья Александровна Шаронова (Груздева), физик, научный редактор (род. 1937, Ленинград);
- Мария Александровна Шеляховская (Груздева), физик, переводчик (род. 1947, Ленинград).

Опубликовали воспоминания и документы об истории семьи Груздевых.
Внуки:
- Михаил Юрьевич Шаронов, физик;
- Алексей Юрьевич Шаронов, физик;
- Ольга Владимировна Шеляховская, переводчик;
- Елена Владимировна Шеляховская, экономист и переводчик.

## Комментарии
1. ↑  Деревня Опалёво Щёткинской волости Никольского уезда в последующем входила в состав Мальского, затем — Щеткинского сельсовета Подосиновского района (с 1941 года — в Кировской области); упразднена 22.11.1994[2].